# Ewa Miszewska (brydżystka)
Ewa Miszewska (ur. 2 września 1958) – polska brydżystka, World Master (WBF), Arcymistrz Międzynarodowy (PZBS), zawodniczka Bridge24.pl 2.

## Wyniki brydżowe

### Rozgrywki krajowe
W rozgrywkach krajowych zdobywała następujące lokaty:
| Mistrzostwa Polski Par | Mistrzostwa Polski Par | Mistrzostwa Polski Par | Mistrzostwa Polski Par |
| Rok                    | Kategoria              | Partner                | Pozycja                |
| ---------------------- | ---------------------- | ---------------------- | ---------------------- |
| 2014                   | Kobiety                | Danuta Kazmucha        | 1                      |
| 2013                   | Open                   | Danuta Kazmucha        | 2                      |
| 2012                   | Kobiety                | Ewa Sobolewska         | 2                      |
| 2011                   | Miksty                 | Dominik Filipowicz     | 1                      |
| 2008                   | Kobiety                | Ewa Grabowska          | 2                      |
| 2004                   | Miksty                 | Apolinary Kowalski     | 1                      |
| 2002                   | Miksty                 | Krzysztof Kujawa       | 1                      |
| 1999                   | Kobiety                | Jolanta Sendacka       | 2                      |
| 1997                   | Miksty                 | Cezary Balicki         | 1                      |
| 1996                   | Miksty                 | Stanisław Gołębiowski  | 1                      |

| Mistrzostwa Polski Teamów | Mistrzostwa Polski Teamów | Mistrzostwa Polski Teamów | Mistrzostwa Polski Teamów |
| Rok                       | Typ                       | Kategoria                 | Pozycja                   |
| ------------------------- | ------------------------- | ------------------------- | ------------------------- |
| 2012                      | Patton                    | Open                      | 3                         |
| 2012                      | Otwarte                   | Open                      | 3                         |
| 2003                      | Otwarte                   | Open                      | 3                         |
| 2001                      | IMP                       | Open                      | 2                         |

### Olimpiady
Na olimpiadach uzyskała następujące rezultaty:
| Olimpiady brydżowe. Zawody teamów | Olimpiady brydżowe. Zawody teamów | Olimpiady brydżowe. Zawody teamów | Olimpiady brydżowe. Zawody teamów | Olimpiady brydżowe. Zawody teamów | Olimpiady brydżowe. Zawody teamów |
| Rok                               | Miejsce                           | Zawody                            | Kategoria                         | Drużyna                           | Pozycja                           |
| --------------------------------- | --------------------------------- | --------------------------------- | --------------------------------- | --------------------------------- | --------------------------------- |
| 2004                              | Stambuł                           | 12. Olimpiada Teamów              | Kobiety                           | Poland                            | 5                                 |
| 2000                              | Maastricht                        | 11. Olimpiada Brydżowa            | Kobiety                           | Poland                            | 9                                 |
| 1996                              | Rodos                             | 10. Olimpiada Teamów              | Kobiety                           | Poland                            | 9                                 |

### Zawody światowe
W światowych zawodach zdobyła następujące lokaty:
| Mistrzostwa Świata. Konkurencja teamów | Mistrzostwa Świata. Konkurencja teamów | Mistrzostwa Świata. Konkurencja teamów          | Mistrzostwa Świata. Konkurencja teamów | Mistrzostwa Świata. Konkurencja teamów | Mistrzostwa Świata. Konkurencja teamów |
| Rok                                    | Miejsce                                | Zawody                                          | Kategoria                              | Drużyna                                | Pozycja                                |
| -------------------------------------- | -------------------------------------- | ----------------------------------------------- | -------------------------------------- | -------------------------------------- | -------------------------------------- |
| 2012                                   | Lille                                  | 5. Otwarte Mistrzostwa Świata Teamów Mikstowych | Miksty                                 | Busse                                  | 22                                     |
| 1996                                   | Rodos                                  | 1. Mistrzostwa Świata Teamów Mikstowych         | Miksty                                 | Otvosi                                 | 44                                     |

| Mistrzostwa Świata. Konkurencja par | Mistrzostwa Świata. Konkurencja par | Mistrzostwa Świata. Konkurencja par | Mistrzostwa Świata. Konkurencja par | Mistrzostwa Świata. Konkurencja par | Mistrzostwa Świata. Konkurencja par |
| Rok                                 | Miejsce                             | Zawody                              | Kategoria                           | Partner                             | Pozycja                             |
| ----------------------------------- | ----------------------------------- | ----------------------------------- | ----------------------------------- | ----------------------------------- | ----------------------------------- |
| 2006                                | Werona                              | 12. Mistrzostwa Świata              | Miksty                              | Apolinary Kowalski                  | 59                                  |
| 2002                                | Montreal                            | 11. Mistrzostwa Świata              | Miksty                              | Michał Kwiecień                     | 104                                 |
| 1998                                | Lille                               | 10. Mistrzostwa Świata              | Miksty                              | Cezary Balicki                      | 35                                  |

### Zawody europejskie
W rozgrywkach europejskich zanotowała następujące miejsca:
| Zawody europejskie. Konkurencja teamów | Zawody europejskie. Konkurencja teamów | Zawody europejskie. Konkurencja teamów | Zawody europejskie. Konkurencja teamów | Zawody europejskie. Konkurencja teamów | Zawody europejskie. Konkurencja teamów |
| Rok                                    | Miejscowość                            | Zawody                                 | Kategoria                              | Team                                   | Pozycja                                |
| -------------------------------------- | -------------------------------------- | -------------------------------------- | -------------------------------------- | -------------------------------------- | -------------------------------------- |
| 2014                                   | Abacja                                 | 52. Mistrzostwa Europy Teamów          | Kobiety                                | Poland                                 | 5                                      |
| 2013                                   | Ostenda                                | 6. Otwarte Mistrzostwa Europy          | Miksty                                 | Vytas                                  | 54                                     |
| 2009                                   | San Remo                               | 4. Otwarte Mistrzostwa Europy          | Open                                   | BBO Rita Team                          | 62                                     |
| 2007                                   | Antalya                                | 3. Otwarte Mistrzostwa Europy          | Miksty                                 | Milner                                 | 17                                     |
| 2005                                   | Teneryfa                               | 2. Otwarte Mistrzostwa Europy          | Kobiety                                | Barr                                   | 17                                     |
| 2005                                   | Teneryfa                               | 2. Otwarte Mistrzostwa Europy          | Miksty                                 | Kowalski                               | 17                                     |
| 2003                                   | Mentona                                | 1. Otwarte Mistrzostwa Europy          | Miksty                                 | Miszewska                              | 96                                     |
| 2002                                   | Salsomaggiore                          | 46. Mistrzostwa Europy Teamów          | Kobiety                                | Poland                                 | 13                                     |
| 2000                                   | Bellaria                               | 6. Mistrzostwa Europy Mikstów          | Miksty                                 | Zanislak                               | 15                                     |
| 1998                                   | Akwizgran                              | 5. Mistrzostwa Europy Mikstów          | Miksty                                 | Zakrzewski                             | 31                                     |
| 1994                                   | Barcelona                              | 3. Mistrzostwa Europy Mikstów          | Miksty                                 | Chodorowska                            | 5                                      |
| 1992                                   | Ostenda                                | 2. Mistrzostwa Europy Mikstów          | Miksty                                 | Chodorowska                            | 44                                     |

| Zawody europejskie. Konkurencja par | Zawody europejskie. Konkurencja par | Zawody europejskie. Konkurencja par | Zawody europejskie. Konkurencja par | Zawody europejskie. Konkurencja par | Zawody europejskie. Konkurencja par |
| Rok                                 | Miejsce                             | Zawody                              | Kategoria                           | Partner                             | Pozycja                             |
| ----------------------------------- | ----------------------------------- | ----------------------------------- | ----------------------------------- | ----------------------------------- | ----------------------------------- |
| 2013                                | Ostenda                             | 6. Otwarte Mistrzostwa Europy       | Miksty                              | Apolinary Kowalski                  | 17                                  |
| 2009                                | San Remo                            | 4. Otwarte Mistrzostwa Europy       | Open                                | Stanisław Zakrzewski                | 178                                 |
| 2009                                | San Remo                            | 4. Otwarte Mistrzostwa Europy       | Miksty                              | Stanisław Zakrzewski                | 53                                  |
| 2007                                | Antalya                             | 3. Otwarte Mistrzostwa Europy       | Miksty                              | Apolinary Kowalski                  | 38                                  |
| 2005                                | Teneryfa                            | 2. Otwarte Mistrzostwa Europy       | Kobiety                             | Jolanta Krogulska                   | 39                                  |
| 2005                                | Teneryfa                            | 2. Otwarte Mistrzostwa Europy       | Mikst                               | Apolinary Kowalski                  | 67                                  |
| 2003                                | Mentona                             | 1. Otwarte Mistrzostwa Europy       | Kobiety                             | Nicole Noel                         | 80                                  |
| 2003                                | Mentona                             | 1. Otwarte Mistrzostwa Europy       | Mikst                               | Piotr Bizoń                         | 79                                  |
| 2002                                | Ostenda                             | 7. Mistrzostwa Europy Mikstów       | Mikst                               | Jacek Romański                      | 104                                 |
| 2001                                | Sorrento                            | 11. Mistrzostwa Europy Par          | Open                                | Sławomir Zawiślak                   | 89                                  |
| 2000                                | Bellaria                            | 6. Mistrzostwa Europy Mikstów       | Mikst                               | Sławomir Zawiślak                   | 16                                  |
| 1999                                | Warszawa                            | 10. Mistrzostwa Europy Par          | Open                                | Jolanta Sendacka                    | 332                                 |
| 1998                                | Akwizgran                           | 5. Mistrzostwa Europy Mikstów       | Mikst                               | Krzysztof Martens                   | 69                                  |
| 1997                                | Haga                                | 9. Mistrzostwa Europy Par           | Open                                | Wojciech Uszynski                   | 173                                 |
| 1996                                | Monte Carlo                         | 4. Mistrzostwa Europy Mikstów       | Mikst                               | Stanisław Gołębiowski               | 147                                 |
| 1995                                | Vilamoura                           | 42. Mistrzostwa Europy Teamów       | Kobiety                             | Ewa Sobolewska                      | 51                                  |
| 1994                                | Barcelona                           | 3. Mistrzostwa Europy Mikstów       | Miksty                              | Bogdan Szulejewski                  | 29                                  |
| 1992                                | Ostenda                             | 2. Mistrzostwa Europy Mikstów       | Mikst                               | Witold Turant                       | 153                                 |
| 1990                                | Bordeaux                            | 1. Mistrzostwa Europy Mikstów       | Mikst                               | Witold Turant                       | 17                                  |